# 錦榮
維維安·道森（英語：Vivian Dawson，1984年7月18日—），藝名錦榮，生於加拿大，紐西蘭籍男演員、模特兒。2012年，在台灣正式進入演藝圈。2013年，出演中國大陸電影《小時代：刺金時代》和《小時代：靈魂盡頭》，於兩岸三地獲得更多知名度。

## 生平和事業
錦榮本名Vivian Dawson，1984年7月18日出生於加拿大，之後全家搬至紐西蘭。錦榮的父親是歐州裔紐西蘭人，母親是新加坡華人。錦榮於2007年從紐西蘭奧塔哥大學生理學系畢業。錦榮曾於澳大利亞墨爾本某健身中心擔任健身教練，之後隻身搬至新加坡，擔任模特兒工作。2009年，錦榮入選新加坡《CLEO》雜誌「年度50大黃金單身漢」。2010年，錦榮擔任臺灣歌手蔡依林的歌曲〈玩愛之徒〉MV男主角。同年9月，錦榮與蔡依林被目擊於日本東京約會，二人戀人關係疑似曝光。
2012年，錦榮正式進入演藝圈，並參演臺灣電影《寶島雙雄》。2013年2月，錦榮與蔡依林赴紐西蘭面見錦榮的父母和其他親友。2014年，錦榮出演中國大陸電影《小時代：刺金時代》和《小時代：靈魂盡頭》，於兩岸三地獲得更多知名度。
2016年，錦榮主持亞洲旅遊台節目《王子的移動城堡》，節目以帶著家去旅行的概念規劃，以歐洲風行的露營車旅遊為主軸，探索歐洲、亞洲、大洋洲三地的著名營地，節目於2017年4月播出。同年12月，蔡依林經紀人王永良證實錦榮與蔡依林已於同年11月和平分手，二人將繼續保持正常朋友關係。
2018年，錦榮主持的亞洲旅遊台節目《王子的移動城堡》入圍第53屆金鐘獎生活風格節目主持人獎。
2019年，錦榮與模特兒香月明美相戀，交往五個月後，於同年10月宣告分手。
2019年12月，錦榮開始與美籍韓裔演員Kirstin Leigh交往。
2024年，錦榮與Kirstin Leigh互相取消追蹤IG且雙方皆刪除所有合照，疑似分手。

## 作品

### 電影
| 年份 | 片名                      | 角色     |
| ---- | ------------------------- | -------- |
| 2012 | 《寶島雙雄》              | Z        |
| 2013 | 《粉紅女郎·愛人快跑》     | 高明     |
| 2014 | 《對不起，我愛你》        | 武克     |
| 2014 | 《小時代：刺金時代》      | 宫洺     |
| 2015 | 《小時代：靈魂盡頭》      | 宫洺     |
| 2015 | 《落跑吧愛情》            | 傑克     |
| 2016 | 《大唐玄奘》              | 武青     |
| 2016 | 《快手槍手快槍手》        | 宋静之   |
| 2016 | 《仙班校園2》（網絡電影） | 夜游神   |
| 2017 | 《我是馬布里》            | 球隊隊長 |
| 2017 | 《蝴蝶公墓》              | 庄秋水   |

### 電視劇
- 《大貓兒追愛記》 （2015年）飾 裴格
- 《女兵日記女力報到》 （2019年）飾 錦榮
- 《彩虹的重力》 （2019年）飾  秦渭
- 《我在北京等你》 （2020年）飾  章慕陽（客串）
- 《旗袍美探》 （2020年）飾 林楚九（客串）

### 網路劇
- 《從前有座靈劍山》（2019年）飾 歐陽商
- 《超級教師之拯救初戀君》（待播）

### 電視節目
- 《王子的移動城堡》（2017年）
- 《王子的移動城堡II》（2018年）
- 《王子的移動城堡III》（2019年）
- 《八面台灣》（2021年）

### 音樂錄影帶
- 蔡依林《玩愛之徒》（2010年）
- 金鍾國《聽見下雨的聲音》（2016年）

## 獎項紀錄
| 年份 | 頒獎典禮 | 獎項                 | 相關作品           | 結果 |
| ---- | -------- | -------------------- | ------------------ | ---- |
| 2018 | 金鐘獎   | 生活風格節目主持人獎 | 《王子的移動城堡》 | 提名 |

## 外部連結
- 在AllMovie上錦榮的頁面（英文）
- 錦榮的Facebook專頁
- 錦榮在香港影庫上的簡介
- 錦榮在互联网电影资料库（IMDb）上的資料（英文）
- 錦榮的Instagram帳戶
- 錦榮在时光网上的簡介（简体中文）
- 錦榮的新浪微博